# Bandiera di Ceuta
La bandiera di Ceuta è di forma rettangolare, con proporzione 2:3 e riporta un gheronato bianco e nero con al centro uno scudo riportante lo stemma cittadino, quest'ultimo omesso nella versione civile della bandiera.
Il gheronato è identico a quello presente nella bandiera di Lisbona, il tutto per commemorare la conquista portoghese della città nel 1415. La città rimase parte del Regno del Portogallo fino al 1668, quando fu ceduta al Regno di Spagna, ragion per cui lo stemma della città assomiglia a quello del regno portoghese, con i sette castelli e i cinque scudi recanti cinque bisanti d'argento.
La bandiera è stata adottata da Ceuta il 14 marzo 1995, quando alle Corti Generali (il Parlamento spagnolo) fu approvato uno statuto specifico per Ceuta e Melilla che rendeva le due città indipendenti dall'Andalusia.